# Oppsjön, Ångermanland
Oppsjön är en sjö i Örnsköldsviks kommun i Ångermanland och ingår i Nätraåns huvudavrinningsområde. Sjön är 24,2 meter djup, har en yta på 1,47 kvadratkilometer och befinner sig 270 meter över havet. Sjön avvattnas av vattendraget Sörån. Vid provfiske har abborre, gädda, lake och mört fångats i sjön.

## Delavrinningsområde
Oppsjön ingår i det delavrinningsområde (702390-159729) som SMHI kallar för Utloppet av Oppsjön. Medelhöjden är 315 meter över havet och ytan är 11,53 kvadratkilometer. Räknas de 9 avrinningsområdena uppströms in blir den ackumulerade arean 42,76 kvadratkilometer. Sörån som avvattnar avrinningsområdet har biflödesordning 2, vilket innebär att vattnet flödar genom totalt 2 vattendrag innan det når havet efter 64 kilometer. Avrinningsområdet består mestadels av skog (69 procent). Avrinningsområdet har 1,53 kvadratkilometer vattenytor vilket ger det en sjöprocent på 13,3 procent.